# .nl
.nl – krajowa domena internetowa dla stron z Holandii.
Możliwość rejestracji domeny indywidualnej pojawiła się w roku 2003. 38% domen .nl jest rejestrowana indywidualnie.